# 尚·饒勒斯

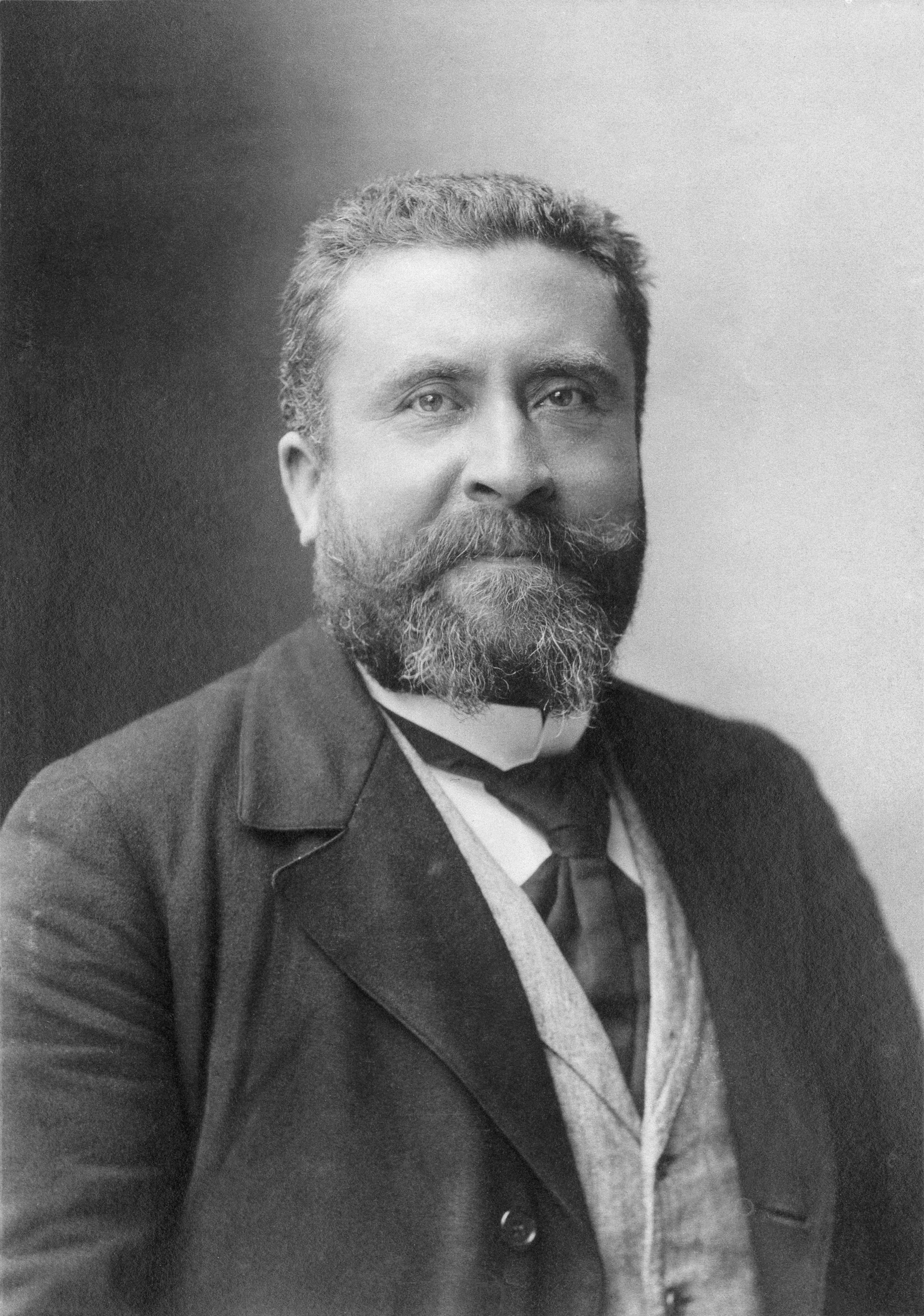
尚·饒勒斯

让·饶勒斯（法語：Jean Jaurès，法語發音：[ʒɑ̃ ʒɔʁɛs]；1859年9月3日—1914年7月31日），1859年9月3日生于法国塔恩省卡斯特尔，1914年7月31日在巴黎被拉乌尔·维兰刺杀身亡，是一位法国社会主义领导者，是最早提倡社会民主主义的人物之一，并因其宣扬的和平主义观点及预言第一次世界大战的发生而闻名。同时他也是著名的《人道报》的创办者。

## 生平
他出生卑微，却勤奋好学，毕业于巴黎高等师范学院并成功通过教师资格考试。1885年，作为法国工人党的代表，他成为了当时最年轻的国会议员，并提出了关于工人退休问题的议案。用他的话说，这是“朝着我们所向往的社会主义迈出的第一步。”他素以支持人民大众闻名，这一点尤其体现在他对卡尔莫矿工大罢工的支持中。他反对恶法，并无情地揭露法国当时的政界、商界及出版界间的相互利益勾结。在德雷福斯事件中，饶勒斯积极为德雷福斯辩护，并指出德雷福斯其实是反犹太主义的受害者。
1905年，他成为了《教会与国家分离法》的起草人之一。同一年，作为了法国社会主义运动的主要领导人之一，他参与组建了工人国际法国支部。他的改革观点，为他赢得了部分左翼温和人士的支持。
饶勒斯反对法国在摩洛哥和其他地区推行的殖民政策，在报纸上抨击法国殖民主义。在他生命的最后几年致力于法德和解，阻止第一次世界大战的爆发；并联系工人国际的其他支部，试图在欧洲组织大规模的罢工活动，迫使法德兩個政府談判。可惜他的努力并没有成功，由於法國普遍對德國在普法戰爭中佔領阿爾薩斯-洛林懷恨在心，这些和平主义的举动给他带来了杀身之祸。在大战前夕饒勒斯被民族主义者拉乌尔·维兰刺杀身亡。这起事件反常地让左翼各派重新联合为“神圣联盟”。
1924年，他的遗体被迁入法国先贤祠中。

## 遇刺身亡
1914年7月31日晚9时，饶勒斯前往蒙马特大道的牛角面包咖啡厅用餐。9点40分拉乌尔·维兰往饶勒斯背上开了两枪。五分钟后饶勒斯逝世。

## 饶勒斯主义
饶勒斯的政治思想被称为饶勒斯主义。饶勒斯主义的理论基础是唯心主义的折衷主義和资产阶级的人道主义。饶勒斯主义的核心观点包括：认为社会主义能够通过渐进的发展而不需要推翻资本主义制度；主张在资本主义制度框架内，通过资产阶级国家逐步实现工业国有化和农业合作化，从而使资本主义和平过渡到社会主义；提倡走议会道路，争取普选权和议会多数，逐步改造和控制资产阶级政府，而非依靠阶级斗争、暴力革命或无产阶级专政。饶勒斯主义还强调，社会主义者应积极参与资产阶级政府的运作，以逐渐改变政权的性质，将此视为实现社会主义的开端。饶勒斯主义还提倡反对帝国主义战争，维护世界和平。

## 外部連結
- Jean Jaures
- Jean Jaures Biography
- Jean Jaurès at Find-A-Grave （页面存档备份，存于）
- （英文） Jaurès' texts at Marxists archives （页面存档备份，存于）